# Azlan Shah di Perak
Azlan Muhibbuddin (Batu Gajah, 19 aprile 1928 – Kuala Lumpur, 28 maggio 2014) è stato sultano di Perak dal 1984 al 2014 e Yang di-Pertuan Agong della Malaysia dal 1989 al 1994.

## Origini e istruzione
Azlan Shah di Perak nacque a Kampung Manggis, nella città di Batu Gajah, il 19 aprile 1928, figlio del futuro sultano Yusuf Izzuddin Shah e della sua moglie borghese Toh Puan Besar Hatijah Binti Toh Indera Wangsa Ahmad. Fu allevato dalla madre fuori degli ambienti reali.
Raja Azlan Shah cominciò la sua formazione presso la scuola governativa inglese Batu Gajah Sekolah Menengah Kebangsaan Sultan Yussuf. Per la sua istruzione secondaria, frequentò il Malay College di Kuala Kangsar. In seguito, studiò legge all'Università di Nottingham e conseguì la laurea nel 1953. Mentre frequentava la scuola, Azlan Shah scoprì una passione che coltiverà per tutta la vita, l'hockey su prato. Nel periodo universitario era membro della squadra dell'istituto. In seguito giocò per la squadra di Perak.

## Carriera legale
Raja Azlan Shah venne ammesso nell'Ordine degli avvocati inglese il 23 novembre 1954. Tornò poi in Malesia, diventando Assistente Segretario di Stato di Perak. Si unì al servizio giudiziario e giuridico della Federazione della Malesia e presto divenne presidente della Corte. Proseguì rapidamente la carriera legale, servendo come consigliere federale e sostituto procuratore, consigliere giuridico dello Stato di Pahang, cancelliere del Tribunale della Malesia e direttore della cancelleria della Corte federale della Malaysia.
Nel 1965, Azlan Shah, a 37 anni, divenne il più giovane giudice mai nominato nella Corte Suprema della Malesia. Venne poi nominato membro della Corte Federale, nel 1973. Nel 1979, venne nominato Giudice Capo della Corte Suprema della Malesia. Infine, il 12 novembre 1982 divenne il più giovane Lord Presidente del Tribunale federale, la più alta funzione giudiziaria in Malesia.

## Sultano
Raja Azlan Shah venne nominato raja muda (principe ereditario) di Perak dallo zio, Idris Almutawakkil Alallahi Shah II il 1º luglio 1983. Durante il regno di Idris Shah la maggior parte dei fratelli maggiori di Azlan Shah morirono. Il suo unico fratello maggiore superstite, Raja Baharom Shah, rifiutò la carica di principe ereditario lasciando il posto al fratello minore.
Dopo sei mesi, il sultano Idris morì e Azlan Shah salì al trono qualche giorno dopo, il 3 febbraio 1984. Venne ufficialmente incoronato come 34º sultano di Perak, il 9 dicembre 1985.

## Yang di-Pertuan Agong
Nel mese di aprile del 1989, Azlan Shah venne eletto nono Yang di-Pertuan Agong (re supremo) della Malesia. Dopo cinque anni di mandato, tornò al suo incarico di sultano di Perak.

## Crisi costituzionale nel Perak
Nel 2009, il partito politico Pakatan Rakyat (PR) ottenne una stretta maggioranza con 32 dei 59 seggi. Tre membri del partito decisero di lasciare e si allearono con la coalizione rivale. Il leader del PR e capo del governo Mohammad Nizar Jamaluddin chiese lo scioglimento del parlamento. Azlan Shah si rifiutò chiedendo invece a Nizar Jamaluddin e al suo esecutivo di dimettersi in favore di un nuovo governo guidato dall'opposizione.
La decisione fu impugnata e la Corte Suprema di Kuala Lumpur stabilì che al sultano non è consentito costituzionalmente richiedere le dimissioni del capo del governo. Tuttavia, in appello, la decisione fu annullata dato che la Costituzione dello Stato del Perak dà il potere al Sultano di sciogliere l'Assemblea Legislativa dello Stato. La Corte invitatò Nizar Jamaluddin a dimettersi. La decisione venne successivamente confermata all'unanimità dalla Corte Federale nel febbraio 2010.

## Formazione
Azlan Shah fu pro-rettore dell'Università Scientifica della Malesia dall'ottobre 1971 al febbraio 1981 e cancelliere dell'Università della Malesia dal febbraio 1983 fino alla sua morte. Egli servì anche come presidente del Consiglio consultivo dell'istruzione superiore dal 1974 al 1976. L'Università della Malesia gli conferì una laurea honoris causa nel giugno del 1979. Nel giugno successivo ne ricevette un'altra dell'Università Scientifica della Malesia.
Azlan Shah ricevette le seguenti lauree honoris causa:
- Università di Nottingham, dottorato in legge, luglio 1986;
- Honourable Society of Lincoln's Inn, "Honorary Bencher", 1988;
- Università Gajah Mada, Jogjakarta, Indonesia, dottorato in legge, 28 settembre 1990;
- Università del Brunei di Darussalam, dottorato in legge, 30 ottobre 1990;
- Università Chulalongkorn, Bangkok, dottorato in legge, 19 dicembre 1990;
- Royal College of Physicians of Ireland, Royal College of Surgeons in Ireland, Royal College of Surgeons of Edinburgh, socio onorario, 2 ottobre 1991;
- Royal College of Surgeons of England, socio onorario, 1999.

## Sport
Azlan Shah fu un accanito sostenitore dell'hockey su prato per tutta la vita. Grazie al suo significativo contributo allo sport, era conosciuto come il "Padre dell'hockey malese". Il monarca fu presidente della Federazione malese dell'hockey fino al 2005, oltre a presidente eletto della Federazione asiatica dell'hockey dal 1997 fino alla sua morte. Fece parte del Comitato esecutivo della IHF (International Hockey Federation), servendo come vicepresidente per due mandati a partire dal 1992. Sotto la guida di Azlan Shah, la Malesia ospitò due volte la Coppa del Mondo, nel 1975 e nel 2002. Nel 1983, il sultano fondò la Sultan Azlan Shah Cup, un torneo di hockey annuale disputato a Ipoh.
Oltre all'hockey Azlan Shah giocava a golf nel tempo libero.

## Patronati
Il sovrano è stato mecenate delle seguenti istituzioni:
- Accademia di medicina della Malesia;
- Associazione malese dei laureati britannici;
- Iskandar Polo Club;
- Kuala Kangsar Golf Club;
- Lions Club;
- Malaysian Law Society in Great Britain and Éire;
- Malaysian Nature Society
- Associazione dei veterani dell'hockey di Perak;
- Rotary club;
- Royal Ipoh Club and The Royal Perak Golf Club.

## Vita personale
Azlan Shah era sposato con Bainun Binti Mohd Ali nota, dopo l'ascesa al trono, come Tuanku Bainun binti Mohd. La coppia ebbe cinque figli, due maschi e tre femmine. Il più anziano è Raja Nazrin Shah, che gli è succeduto come di sultano di Perak. Gli altri sono Raja Azureen (n. 1957), Raja Eleena (n. 1960) e Raja Yong Sofia (n. 1961). Un altro figlio, Raja Ashman Shah (1958 - 2012), è morto per un grave attacco d'asma.

## Morte e funerale
Azlan Shah morì al National Heart Institute di Kuala Lumpur alle 13.30 del 28 maggio 2014 a 86 anni. Dopo la morte ricevette il titolo di Marhum Al-Maghfullah e fu sepolto presso il Mausoleo Reale Al-Ghufran, vicino alla Moschea Ubudiah, a Kuala Kangsar dopo la preghiera del pomeriggio il giorno successivo. La proclamazione del nuovo sultano venne annunciata il giorno stesso. Alla sua morte, fu annunciato che, nello stato di Perak, il 29 maggio sarebbe stato giorno non lavorativo per permettere alla popolazione di rendere l'ultimo omaggio al sultano. Il capo del governo di Perak Datuk Seri Zambry Abdul Kadir annunciò che la bandiera malese sarebbe volata a mezz'asta per sette giorni e la bandiera del Perak per cento giorni. Inoltre, tutti i divertimenti e le celebrazioni furono cancellate in segno di rispetto verso il monarca. Lasciò la moglie Tuanku Bainun ed i suoi quattro figli.

## Onorificenze[8][9]

### Onorificenze malesi
Personalmente è stato insignito dei titoli di: